# Satelight
K.K. Satelight (jap. 株式会社サテライト, Kabushiki-gaisha Sateraito) ist ein im Dezember 1995 gegründetes Animationsstudio, welches zusammen mit dem Studio Group TAC die erste vollständig digital umgesetzte Anime-Fernsehserie Bit the Cupid im April 1996 produzierte. Auch heute ist das Studio für seinen intensiven Einsatz von Computergrafiken bekannt, in die gezeichnete Charaktere und deren Animationen integriert werden.

## Geschichte
Satelight wurde im Dezember 1995 in Sapporo, Hokkaidō, Japan als Tochter des Computerelektronikunternehmens K.K. B.U.G. gegründet. Der Name setzte sich dabei aus den Buchstaben S für Sapporo, A für animate (dt. „animieren“), T für Technology (dt. „Technologie“) und E für Entertainment (dt. „Unterhaltung“) zusammen.
Das Studio sollte digitale Animationsserien entwickeln deren erstes Produkt 1996 die 48-teilige Serie Bit the Cupid (ビット・ザ・キューピッド) wurde. Dieses war laut Aussage von Satelight die weltweit erste Fernsehserie die nur aus CG-Animationen bestand.
1996 war es ebenfalls für die Computeranimationen für den vom Studio Group TAC produzierten Anime-Film Ihatov Gensō: Kenji no Haru verantwortlich. Seitdem arbeiten beide Studios häufiger zusammen an weiteren Werken. Shōji Kawamori, der dabei Regie führte, wurde zum Firmendirektor von Satelight.
Bald darauf gründete das Unternehmen im Jahr 1998 ein eigenes Produktionsstudio in Suginami, Tokio und begann mit der Erstellung eigener Fernsehserien. Mit ihm als Regisseur schlossen sich in den Folgejahren weitere erfolgreiche Produktionen wie Sōsei no Aquarion oder Macross Frontier an.
Im Jahr 2006 verlegte das Studio seinen Hauptsitz von Sapporo nach Asagaya, Suginami, Tokio.

## Produktionen

### Fernsehserien
- 1996: Bit the Cupid
- 2001: Arjuna
- 2002: Heat Guy J
- 2005: Noein: Mō Hitori no Kimi e
- 2005: Sōsei no Aquarion
- 2006: Galaxy Angel Rune
- 2006: Garasu no Kantai
- 2006: Koisuru Tenshi Angelique – Kokoro no Mezameru Toki
- 2007: Kamichama Karin
- 2007: Koisuru Tenshi Angelique – Kagayaki no Ashita
- 2007: Shugo Chara!
- 2008: Macross Frontier
- 2008: Shugo Chara!! Doki
- 2009: Anyamal Tantei Kiruminzoo
- 2009: Basquash!
- 2009: Fairy Tail
- 2009: Guin Saga
- 2009: Kiddy Girl-and
- 2011: Ikoku Meiro no Croisée: The Animation
- 2012: AKB0048
- 2012: Aquarion Evol
- 2012: Mōretsu Pirates
- 2012: Senki Zesshō Symphogear
- 2012: Total Eclipse
- 2013: AKB0048: Next Stage
- 2013: Arata Kangatari
- 2013: Log Horizon
- 2013: Senki Zesshō Symphogear G
- 2013: White Album 2
- 2014: M3 – Sono Kuroki Hagane
- 2014: Madan no Ō to Vanadis
- 2014: Nobunaga the Fool
- 2015: Aquarion Logos
- 2015: Senki Zesshō Symphogear GX
- 2015: Das Verschwinden der Nagato Yuki-chan
- 2016: Macross Delta
- 2016: Nambaka
- 2016: Scared Rider Xechs
- 2017: Nambaka
- 2018: Caligula
- 2018: Hakata Tonkotsu Ramens
- 2018: Jūshinki Pandora
- 2019: Girly Air Force

### Weitere Anime-Produktionen
- 2000: Escaflowne – The Movie (Film)
- 2000: Vampire Hunter D: Bloodlust (Film)
- 2002: Macross Zero (OVA)
- 2006: Baldr Force exe Resolution (OVA)
- 2006: Hellsing Ultimate OVA (OVA)
- 2007: Gekijōban Aquarion (Film)
- 2007: Sōsei no Aquarion (OVA)
- 2009: Gekijōban Macross Frontier – Itsuwari no Utahime (Film)
- 2010: Air Gear: Kuro no Hane to Nemuri no Mori – Break on the sky (OVA)
- 2011: Gekijōban Macross Frontier – Sayonara no Tsubasa (Film)
- 2014: Mōretsu Pirates: Abyss of Hyperspace – Akū no Shin’en (Film)